# Les Plaisirs et les Jours
Les Plaisirs et les Jours est un recueil de poèmes en prose et de nouvelles publié par Marcel Proust en 1896 chez Calmann-Lévy, avec une préface d'Anatole France. Ce recueil, dont le titre fait écho à Les Travaux et les Jours d'Hésiode, s'inspire fortement du décadentisme et notamment du travail du dandy Robert de Montesquiou. Illustré par Madeleine Lemaire, il s'agit du premier ouvrage de son auteur, qui cherchera à en éviter la réimpression pendant la rédaction de son grand œuvre, À la recherche du temps perdu.

## Structure
Le recueil se compose de plusieurs parties :
- Avant-propos, dédié à son ami Willie Heath, mort l'année précédente
- La Mort de Baldassare Silvande, vicomte de Sylvanie
- Violante ou la Mondanité
- Fragments de comédie italienne
- Mondanité et mélomanie de Bouvard et Pécuchet
- Mélancolique villégiature de Mme de Breyves
- Portraits de peintres et de musiciens
- La Confession d'une jeune fille
- Un dîner en ville
- Les Regrets, rêveries couleur du temps
- La Fin de la jalousie

## Réception
Léon Blum a commenté le livre en ces termes : « Nouvelles mondaines, histoires tendres, vers mélodiques, fragments où la précision du trait s'atténue dans la grâce molle de la phrase, M. Proust a réuni tous les genres et tous les charmes. Aussi les belles dames et les jeunes gens liront avec un plaisir ému un si beau livre. »

## Citations
- Votre vie, telle que vous la vouliez, serait une de ces œuvres à qui il faut une haute inspiration.
- Au jardin des Tuileries, ce matin, le soleil s'est endormi tour à tour sur toutes les marches de pierre comme un adolescent blond dont le passage d'une ombre interrompt aussitôt le somme léger.
- L'automne épuisé, plus même réchauffé par le soleil rare, perd une à une ses dernières couleurs. L'extrême ardeur de ses feuillages, si enflammés que toute l'après-midi et la matinée elle-même donnaient la glorieuse illusion du couchant, s'est éteinte.
- Pour une famille vraiment vivante où chacun pense, aime et agit, avoir un jardin est une douce chose.
- Les paradoxes d'aujourd'hui sont les préjugés de demain.
- L'ambition enivre plus que la gloire ; le désir fleurit, la possession flétrit toutes choses ; il vaut mieux rêver sa vie que la vivre, encore que la vivre ce soit encore la rêver, mais moins mystérieusement et moins clairement à la fois, d'un rêve obscur et lourd, semblable au rêve épars dans la faible conscience des bêtes qui ruminent.
- L'humaniste, qui lisait trop, mangeait trop. Il avait des citations et des renvois et ces deux incommodités répugnaient également à sa voisine (...).